# Gaetano e Giacinto
Gaetano e Giacinto è un singolo degli Stadio, pubblicato dalla EMI Italiana nel 2011, che anticipa l'album Diamanti e caramelle (2011).

## Descrizione
È stato pubblicato e reso disponibile per il download digitale il 26 agosto 2011.
Dedicato ai due campioni del mondo del calcio Gaetano Scirea e Giacinto Facchetti, con i proventi derivati dalle vendite devoluti alle fondazioni intitolate agli stessi giocatori.
Il leader degli Stadio commenta:

## Il video
Il video musicale, con la regia di Paolo Marchione, è stato girato presso il campo di calcio del Tufello, quartiere romano caro a Pier Paolo Pasolini.

## Tracce
Gli autori del testo precedono i compositori della musica da cui sono separati con un trattino.
1. Gaetano e Giacinto – 4:27 (testo: Andrea Mingardi – musica: Saverio Grandi, Gaetano Curreri)

## Formazione
Gruppo
- Gaetano Curreri - voce
- Andrea Fornili - chitarre
- Roberto Drovandi - basso elettrico
- Giovanni Pezzoli - batteria

Altri musicisti
- Saverio Grandi - chitarre acustiche, chitarre elettriche, tastiere, programmazione